# Stephen Fitzpatrick
Stephen Fitzpatrick é um empresário britânico que fundou a empresa Ovo Energy e foi proprietário da equipe de Fórmula 1 Manor Racing.
Fitzpatrick nasceu em Belfast, Irlanda do Norte, Reino Unido. Ele estudou na Our Lady and St Patrick's College, Knock e na Universidade de Edimburgo, onde recebeu seu mestrado em finanças e negócios. Ele vive em Cotswolds com sua esposa Sophy e seus três filhos.